# Компьютерная поддержка урока
Компьютерная поддержка урока — комплекс педагогических приёмов с использованием компьютерной техники, направленных на повышение эффективности обучения и облегчение труда педагога. Компьютерная поддержка урока — один из аспектов компьютеризации образования.
Компьютерная поддержка урока может быть использована в рамках различных учебных курсов. В частности, на уроке физики могут использоваться «видео- и анимационные фрагменты-демонстрации физических явлений, классических опытов, технических приложений» с последующим созданием учащимися аналогичных слайдов-иллюстраций. Особую ценность в этом отношении представляет Компьютерная проектная среда «Живая Физика», позволяющая визуализировать целый ряд абстрактных физических понятий.
Компьютерная поддержка урока не ограничивается применением на уроке только лишь компьютера как такового. Сегодня компьютерная поддержка урока включается в себя использование учителем и учащимися различных периферийных устройств: интерактивные доски, мультимедийные проекторы, сканеры, принтеры, графические планшеты; сетевого оборудования; программного обеспечения различной направленности: обучающие программы, в том числе электронные лабораторные работы и виртуальные музеи.
В 2010 году британский технолог и предприниматель Вольфрам, Конрад предложил концепцию компьютерного обучения математике в своем докладе на конференции TED: Обучение детей настоящей математике с помощью компьютеров
В сентябре 2014 года в рамках проекта «Электронная Образовательная Среда» в нескольких московских школах была внедрена система обучения с использованием электронных учебников.
Данный проект инициирован мэром Москвы Сергеем Собяниным и является пилотным.
Обучение по электронным учебникам ведется только в трех параллелях по трем предметам: в 5 классах по биологии, в 7 классах по истории и в 8 классах по химии.
«Электронная Образовательная Среда» — это единое образовательное поле, в котором размещены различные идеи:
- планшет учащегося синхронизирован с интерактивной доской и может выступать в качестве пульта для голосования, учебника, интерактивного пособия или справочника
- планшет учителя — это инструмент создания урока, его проведения, заполнения сведений об образовательных достижениях учащихся
- интерактивная доска — она позволяет отображать не только учебный материал, результаты экспресс-опросов или содержание планшетов учащихся, но и дает возможность активно моделировать процессы окружающего мира, характерные для предметного направления
- электронный дневник — с его помощью учащиеся могут просматривать домашние задания и расписание занятий в режиме онлайн, а их родители всегда в курсе успеваемости детей
- информационная система «Посещение и питание» — в школах, оснащенных данной системой, ученики проходят в здание по электронной карте — своеобразный эквивалент визитки школьника и удобный платёжный инструмент

По данным на май 2015 года в пилотном проекте участвует 2500 учащихся и 60 преподавателей.